# 白城专区
白城专区，中华人民共和国吉林省已撤销的专区，在今吉林省西北部。
1954年置，专员公署驻白城县（今白城市）。辖原由黑龙江省直辖的白城、镇赉、大赉、安广、洮南、开通、瞻榆7县和原由吉林省直辖的乾安县。白城专区辖8县。
1956年，原由省直辖的长岭、双辽2县和前郭尔罗斯蒙古族自治县划入白城专区。
1958年，原属公主岭专区的扶余县划入白城专区；双辽县划归四平专区。同年，辖县调整如下：
1. 以白城县的城关区析设白城市；
2. 撤销白城、洮南2县，合并设立洮安县；
3. 撤销大赉、安广2县，合并设立大安县；
4. 撤销开通、瞻榆2县，合并设立通榆县。

调整后，专区辖1市、7县、1自治县。
1968年，撤销白城专区，改置白城地区。